# KF Besa
Der KF Besa (albanisch Klubi Futbollistik Besa) ist ein Fußballverein aus der Stadt Peja in Kosovo. Aufgrund der COVID-19-Pandemie wurde im Mai 2020 der Spielbetrieb in Liga e Parë abgesagt. KF Besa stieg daher zur Saison 2020/21 in die Superliga auf.

## Geschichte
KF Besa hat eine reiche sportliche Tradition im kosovarischen Fußball. Der Verein wurde 1923 als serbischer Klub unter dem Namen Budućnost Peć gegründet, ab 1974 trat man unter dem heutigen albanischen Namen auf. Nach dem Kosovokrieg gelang die Meisterschaft und wurde in den folgenden zwei Spielzeiten verteidigt, wobei in der Saison 2004/05 mit dem Gewinn des Kosovocups auch das Double gelang. In der Saison 2020/21 stieg man nach nur einem Jahr wieder in der zweitklassigen Liga e Parë ab.

## Erfolge
- Kosovarischer Meister: 2005, 2006 und 2007
- Kosovarischer Pokalsieger: 2005, 2011 und 2017

## Bekannte Personen
- Fatos Bećiraj
- Albin Berisha
- Bernard Berisha
- Arbër Hoxha
- Ranko Popović
- Samir Sahiti
- Tihomir Živković